# القفرة (عبس)

تعديل مصدري - تعديل

القفرة هي إحدى قرى عزلة الوسط بمديرية عبس التابعة لمحافظة حجة، بلغ تعداد سكانها 259 نسمة حسب تعداد اليمن لعام 2004.